# Coffeeville (Alabama)
Coffeeville is een plaats (town) in de Amerikaanse staat Alabama, en valt bestuurlijk gezien onder Clarke County.

## Demografie
Bij de volkstelling in 2000 werd het aantal inwoners vastgesteld op 360.
In 2006 is het aantal inwoners door het United States Census Bureau geschat op 355, een daling van 5 (-1,4%).

## Geografie
Volgens het United States Census Bureau beslaat de plaats een oppervlakte van
11,7 km², geheel bestaande uit land. Coffeeville ligt op ongeveer 53 m boven zeeniveau.

## Plaatsen in de nabije omgeving
De onderstaande figuur toont de plaatsen in een straal van 40 km rond Coffeeville.